# Draft de la NBA de 1989
El Draft de la NBA de 1989 se celebró el 27 de junio de ese mismo año en la ciudad de Nueva York. Está considerado como uno de los peores de la historia en cuanto a calidad, ya que si bien salieron jugadores con talento como Shawn Kemp, Glen Rice, Sean Elliott, Nick Anderson o Tim Hardaway, 8 de los 10 primeros elegidos fueron un desatino, incluyendo los números 1 y 2, Pervis Ellison y Danny Ferry.

## Primera ronda

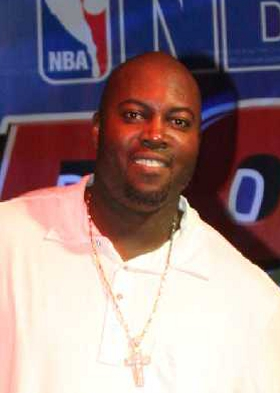
Glen Rice, la 4ª elección.

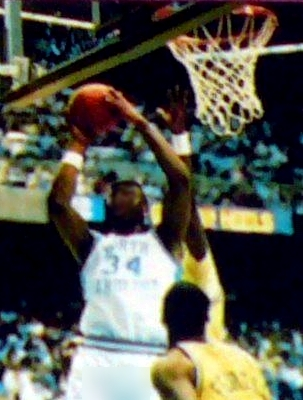
J.R. Reid, la 5ª elección.

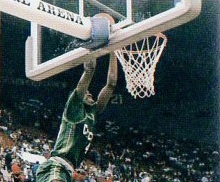
Shawn Kemp, elegido en el puesto 17

|  | Denota jugador que ha sido seleccionado al menos en un All-Star Game y un Mejor Quinteto de la NBA |
|  | Denota jugador que ha sido seleccionado al menos en un All-Star Game                               |
|  | Denota jugador que nunca ha jugado en la NBA                                                       |

| Pick | Jugador                         | Nacionalidad   | Equipo de la NBA                       | Origen (Universidad/club) |
| ---- | ------------------------------- | -------------- | -------------------------------------- | ------------------------- |
| 1    | Pervis Ellison (PF/C)           | Estados Unidos | Sacramento Kings                       | Louisville                |
| 2    | Danny Ferry (PF)                | Estados Unidos | Los Angeles Clippers                   | Duke                      |
| 3    | Sean Elliott (SF/SG)            | Estados Unidos | San Antonio Spurs                      | Arizona                   |
| 4    | Glen Rice (SF)                  | Estados Unidos | Miami Heat                             | Michigan                  |
| 5    | J.R. Reid (PF/C)                | Estados Unidos | Charlotte Hornets                      | North Carolina            |
| 6    | Stacey King (C)                 | Estados Unidos | Chicago Bulls                          | Oklahoma                  |
| 7    | George McCloud (SG/SF)          | Estados Unidos | Indiana Pacers                         | Florida State             |
| 8    | Randy White (PF)                | Estados Unidos | Dallas Mavericks                       | Louisiana Tech            |
| 9    | Tom Hammonds (PF/C)             | Estados Unidos | Washington Bullets                     | Georgia Tech              |
| 10   | Jerome "Pooh" Richardson (PG)   | Estados Unidos | Minnesota Timberwolves                 | UCLA                      |
| 11   | Nick Anderson (SF/SG)           | Estados Unidos | Orlando Magic                          | Illinois                  |
| 12   | Mookie Blaylock (PG)            | Estados Unidos | New Jersey Nets                        | Oklahoma                  |
| 13   | Michael Smith (PF)              | Estados Unidos | Boston Celtics                         | BYU                       |
| 14   | Tim Hardaway (PG)               | Estados Unidos | Golden State Warriors                  | UTEP                      |
| 15   | Todd Lichti (SG)                | Estados Unidos | Denver Nuggets                         | Stanford                  |
| 16   | Dana Barros (PG)                | Estados Unidos | Seattle SuperSonics                    | Boston College            |
| 17   | Shawn Kemp (PF/C)               | Estados Unidos | Seattle SuperSonics                    | Trinity Valley CC         |
| 18   | B.J. Armstrong (PG)             | Estados Unidos | Chicago Bulls                          | Iowa                      |
| 19   | Kenny Payne (PF)                | Estados Unidos | Philadelphia 76ers                     | Louisville                |
| 20   | Jeff Sanders (PF/C)             | Estados Unidos | Chicago Bulls                          | Georgia Southern          |
| 21   | Theodore "Blue" Edwards (SF/SG) | Estados Unidos | Utah Jazz                              | East Carolina             |
| 22   | Byron Irvin (SG)                | Estados Unidos | Portland Trail Blazers                 | Missouri                  |
| 23   | Roy Marble (SG/SF)              | Estados Unidos | Atlanta Hawks                          | Iowa                      |
| 24   | Anthony Cook (PF/C)             | Estados Unidos | Phoenix Suns (traspasado a Detroit)    | Arizona                   |
| 25   | John Morton (PG)                | Estados Unidos | Cleveland Cavaliers                    | Seton Hall                |
| 26   | Vlade Divac (C)                 | Yugoslavia     | Los Angeles Lakers                     | KK Partizan (Yugoslavia)  |
| 27   | Kenny Battle (PF)               | Estados Unidos | Detroit Pistons (traspasado a Phoenix) | Illinois                  |

## Segunda ronda
| Pick | Jugador                  | Nacionalidad   | Equipo de la NBA       | Origen (Universidad/club) |
| ---- | ------------------------ | -------------- | ---------------------- | ------------------------- |
| 28   | Sherman Douglas (G)      | Estados Unidos | Miami Heat             | Syracuse                  |
| 29   | Dyron Nix (F)            | Estados Unidos | Charlotte Hornets      | Tennessee                 |
| 30   | Frank Kornet (F)         | Estados Unidos | Milwaukee Bucks        | Vanderbilt                |
| 31   | Jeff Martin (G)          | Estados Unidos | Los Angeles Clippers   | Murray State              |
| 32   | Stanley Brundy (F)       | Estados Unidos | New Jersey Nets        | DePaul                    |
| 33   | Jay Edwards (G)          | Estados Unidos | Los Angeles Clippers   | Indiana                   |
| 34   | Gary Leonard (C)         | Estados Unidos | Minnesota Timberwolves | Missouri                  |
| 35   | Pat Durham (F)           | Estados Unidos | Dallas Mavericks       | Colorado State            |
| 36   | Clifford Robinson (PF/C) | Estados Unidos | Portland Trail Blazers | Connecticut               |
| 37   | Michael Ansley (F)       | Estados Unidos | Orlando Magic          | Alabama                   |
| 38   | Doug West (G/F)          | Estados Unidos | Minnesota Timberwolves | Villanova                 |
| 39   | Ed Horton (PF/C)         | Estados Unidos | Washington Bullets     | Iowa                      |
| 40   | Dino Radja (PF)          | Yugoslavia     | Boston Celtics         | KK Split (Yugoslavia)     |
| 41   | Doug Roth (C)            | Estados Unidos | Washington Bullets     | Tennessee                 |
| 42   | Michael Cutright (SG)    | Estados Unidos | Denver Nuggets         | McNeese State             |
| 43   | Chucky Brown (PF)        | Estados Unidos | Cleveland Cavaliers    | North Carolina State      |
| 44   | Reggie Cross (PF)        | Estados Unidos | Philadelphia 76ers     | Hawaii                    |
| 45   | Scott Haffner (G)        | Estados Unidos | Miami Heat             | Evansville                |
| 46   | Ricky Blanton (F)        | Estados Unidos | Phoenix Suns           | LSU                       |
| 47   | Reggie Turner (SF)       | Estados Unidos | Denver Nuggets         | UAB                       |
| 48   | Junie Lewis (PG)         | Estados Unidos | Utah Jazz              | Utah                      |
| 49   | Haywoode Workman (G)     | Estados Unidos | Atlanta Hawks          | Oral Roberts              |
| 50   | Brian Quinnett (F)       | Estados Unidos | New York Knicks        | Washington State          |
| 51   | Mike Morrison (G)        | Estados Unidos | Phoenix Suns           | Loyola (MD)               |
| 52   | Greg Grant (G)           | Estados Unidos | Phoenix Suns           | Trenton State             |
| 53   | Jeff Hodge (SG)          | Estados Unidos | Dallas Mavericks       | South Alabama             |
| 54   | Toney Mack (SG)          | Estados Unidos | Philadelphia 76ers     | Georgia                   |

## Jugadores destacados no incluidos en el draft
Estos jugadores no fueron seleccionados en el draft de la NBA de 1989, pero han jugado al menos un partido en la NBA.
| Jugador             | Pos.  | Nacionalidad               | Universidad/Club               |
| ------------------- | ----- | -------------------------- | ------------------------------ |
| Raymond Brown       | PF    | Estados Unidos             | Idaho (Sr.)                    |
| Torgeir Bryn        | PF/C  | Noruega                    | Texas State (Sr.)              |
| Steve Bucknall      | SG/SF | Inglaterra                 | North Carolina (Sr.)           |
| Adrian Caldwell     | PF    | Estados Unidos             | Lamar (Jr.)                    |
| Chris Childs        | SG    | Estados Unidos             | Boise State (Sr.)              |
| Lanard Copeland     | SG    | Estados Unidos Australia   | Georgia State (Sr.)            |
| Terry Davis         | PF/C  | Estados Unidos             | Virginia Union (Sr.)           |
| Tony Dawson         | SF    | Estados Unidos             | Florida State (Sr.)            |
| Byron Dinkins       | PG    | Estados Unidos             | Charlotte (Sr.)                |
| Aleksandar Đorđević | SG    | Yugoslavia ( Serbia)       | Partizan Belgrado (Yugoslavia) |
| Terry Dozier        | SF    | Estados Unidos             | South Carolina (Sr.)           |
| Andrew Gaze         | SG    | Australia                  | Seton Hall (Sr.)               |
| Paul Graham         | SG/SF | Estados Unidos             | Ohio (Sr.)                     |
| Alvin Heggs         | SF    | Estados Unidos             | Texas (Sr.)                    |
| Mike Higgins        | PF    | Estados Unidos · España    | Northern Colorado (Sr.)        |
| Tom Hovasse         | SF    | Estados Unidos             | Penn State (Sr.)               |
| Jaren Jackson       | SG    | Estados Unidos             | Georgetown (Sr.)               |
| Eric Johnson        | PG    | Estados Unidos · España    | Nebraska (Sr.)                 |
| Thomas Jordan       | PF    | Estados Unidos             | Oklahoma State (So.)           |
| Stan Kimbrough      | PG    | Estados Unidos             | Xavier (Sr.)                   |
| Jeff Lebo           | SG    | Estados Unidos             | North Carolina (Sr.)           |
| Clifford Lett       | PG    | Estados Unidos             | Florida (Sr.)                  |
| Mel McCants         | SF/PF | Estados Unidos             | Purdue (Sr.)                   |
| Charles Smith       | PG/SG | Estados Unidos             | Georgetown (Sr.)               |
| Jay Taylor          | SG/SF | Estados Unidos             | Eastern Illinois (Sr.)         |
| Leonard Taylor      | PF    | Estados Unidos             | California (Sr.)               |
| Gundars Vētra       | SG/SF | Unión Soviética ( Letonia) | VEF Rīga (Unión Soviética)     |
| Howard Wright       | SF/PF | Estados Unidos             | Stanford (Sr.)                 |